# Ascanio Libertano
Ascanio Libertano (auch Ascanio Libertani; * in Barchi; † 10. März 1607 in Cagli) war ein italienischer römisch-katholischer Geistlicher und Bischof von Cagli.

## Leben
Er erlangte den akademischen Grad eines Doctor iuris utriusque und wurde am 27. November 1584 von Papst Gregor XIII. zum Inquisitor in Malta bestellt. In Abwesenheit des Bischofs Tomaso Gargallo war er Apostolischer Administrator des Bistums Malta, bis dieser im Juni 1586 nach Malta zurückkehrte. Libertanos designierter Nachfolger, Bischof Giovanni Battista Pietralata, starb noch am Tag seiner Ankunft, den 21. Juli 1587 auf Malta. Ascanio Libertano verließ die Insel in demselben Jahr.
Er wurde am 19. Juli 1591 zum Bischof von Cagli ernannt. Die Bischofsweihe spendete ihm am 4. August 1591 in Rom Kardinal Girolamo Bernerio OP, Bischof von Ascoli Piceno; Mitkonsekratoren waren der ehemalige Erzbischof von Ragusa, Paolo Alberi, und Kurienbischof Léonardo Abel. Bis zu seinem Tod blieb er Bischof von Cagli.